# Luperodes nigrocinctus
Luperodes nigrocinctus es una especie de insecto coleóptero de la familia Chrysomelidae.
Fue descrita científicamente en 1858 por Motschulsky.